# Église orthodoxe russe

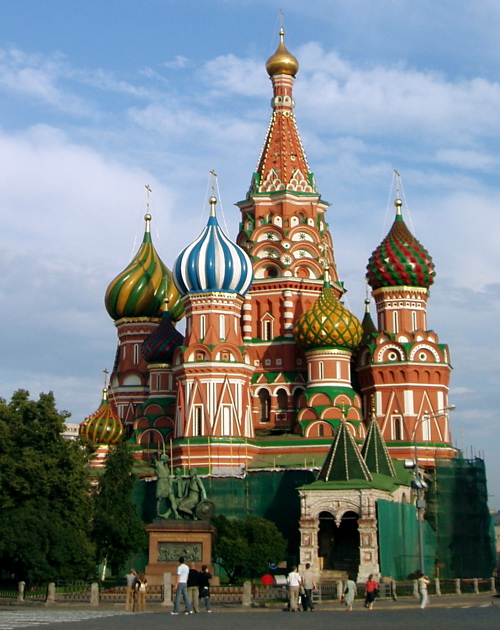
La cathédrale Saint-Basile-le-Bienheureux de Moscou.

L'Église orthodoxe russe (en russe : Русская православная церковь / Russkaïa pravoslavnaïa tserkov') ou Patriarcat de Moscou (en russe : Московский патриархат / Moskovskiï patriarkhat) est la juridiction canonique autocéphale de l'Église orthodoxe de Russie et, de fait, d'une partie de la diaspora russe.
Le chef de l'Église porte le titre de « patriarche de Moscou et de toute la Russie » (ou « de toutes les Russies », cette expression remontant à l'époque des principautés russes : il y avait alors plusieurs « Russies » au pluriel, constituant le territoire primaire du patriarcat). Sa résidence est au monastère Danilov à Moscou. Le titulaire depuis le 27 janvier 2009 est le patriarche Cyrille. Le Patriarcat de Moscou a choisi de rompre avec le patriarcat de Constantinople et, de ce fait, avec les autres églises orthodoxes qui y sont rattachées lors du Schisme orthodoxe du 15 octobre 2018.

## Histoire

### Moyen Âge
L'Église orthodoxe russe fait remonter son origine au baptême du prince Vladimir Ier de Kiev en 988. En fait, la Rus' de Kiev, État pluri-ethnique, ne correspond pas complètement à la Russie (Moscovie). La légende raconte que Vladimir, voulant choisir une nouvelle religion, envoya des ambassadeurs chez plusieurs peuples pour voir comment ils adoraient Dieu. Le choix se serait porté sur le christianisme byzantin à cause de la beauté du culte. En fait, ce choix avait des raisons politiques et stratégiques. Le siège métropolitain de Kiev fut créé vers 991 sous la juridiction du patriarcat de Constantinople qui nommait le primat. Iaroslav le Sage, le fils et successeur de Vladimir, permit le développement de la nouvelle Église en encourageant la création de nouveaux diocèses et en faisant construire des cathédrales, et surtout des monastères
Du temps des dominations de l'Empire mongol jochides, la hiérarchie orthodoxe russe s'est montrée très conciliante ce qui lui a valu d'être protégée, avec de substantiels avantages financiers,fonciers et d'accéder au titre de tarkhan.
Malgré les controverses et les « hérésies » (mouvements protestataires comme les doukhobors, moloques, khlysts, soubbotniks, scoptes ou philippoviens), l'Église russe se consolide au cours des siècles suivants, grâce notamment à l'essor de la vie monastique. Elle marque de plus en plus son indépendance vis-à-vis du patriarcat œcuménique de Constantinople. Ainsi, Jonas est nommé métropolite de Moscou et de toute la Russie en 1448 sans le consentement de Constantinople. 

### Temps Modernes
En 1589, le régent Boris Godounov mène une politique d'indépendance de la Russie et crée le patriarcat de Moscou : l'Église orthodoxe de Russie devient alors autocéphale.
Fédor Romanov, devenu patriarche de Moscou en 1619 gouverne de facto la Russie pendant le règne de son fils Michel Ier, premier tsar de la dynastie des Romanov. Cette dyarchie fait que tous les actes de l'État sont signés par le patriarche et le souverain. Pierre le Grand réinstaure la primauté du politique en supprimant le patriarcat en 1721 (très Saint-Synode).

### Époque contemporaine
Le patriarcat est rétabli en 1918 à la suite de la chute du tsarisme, car l'Église manifeste un fort désir d'émancipation, mais après la mort du patriarche Tikhon, il faut attendre 1943 pour que le patriarche Serge soit élu. Dans les années suivant la révolution russe de février 1917 et le coup d'État bolchevik d'octobre, le pouvoir adopte une position clairement anticléricale. On brûle alors des églises et des reliques. La saisie des biens de l'Église est ordonnée en 1934, officiellement pour lutter contre la grande famine. Pendant plus de soixante-dix ans, les autorités politiques de l'URSS ont tenté d'éradiquer la foi orthodoxe, tenue pour responsable de l'aliénation des masses et coupable d'avoir soutenu, durant des siècles, l'empire tsariste. Cependant, la position des autorités soviétiques ne fut pas immuable. Avec la Grande Guerre patriotique qui commence par l'opération Barbarossa en 1941, la politique soviétique vis-à-vis de la religion orthodoxe change : pour souder la population autour du régime, il ne s'agit plus de persécuter, mais d'instrumentaliser l'Église. Celle-ci connaît un nouveau départ avec l'élection d'un nouveau patriarche (le dernier n'avait pas été remplacé à sa mort). Staline s'adresse à la radio aux citoyens en utilisant non plus le terme de « camarades » (товарищи) mais celui de « frères » (братья). Certes, l'emprise de l'Église sur la société reste limitée par rapport à ce qu'elle était autrefois. Mais pratiquer l'orthodoxie ne conduit plus au Goulag et même des membres du Parti et de la Nomenklatura finissent par s'y adonner, notamment après l'instauration de la « transparence » (гласность : glasnost) et de la « refondation » (перестройка : perestroïka) en 1985.
Depuis 1990, la foi orthodoxe a repris souffle malgré les conflits auxquels sont confrontées les Églises, longtemps inféodées au communisme, notamment en collaborant parfois directement avec le KGB ("les kaguébistes en soutanes"), puis au nationalisme de la Nomenklatura.
Près de vingt ans après la chute du régime soviétique, qui rétablit une totale liberté de culte, des milliers d'églises ont été construites ou reconstruites et de nombreux citoyens des pays ex-communistes retournent à la religion. À côté d'une recherche spirituelle, beaucoup d'Orthodoxes voient sans doute dans la religion un retour à leurs racines historiques, l'affirmation d'une culture millénaire des pays slaves de l'est et du sud et des pays roumains, qui n'a pas été effacée par la police politique. Le 28 juillet 2005 est fondée la chaîne de télévision Spas (Cпac) dont le principal propriétaire est le Patriarcat de Moscou.

Le titulaire actuel est Cyrille depuis le 27 janvier 2009.
Le mardi 30 novembre 2010, le président Dmitri Medvedev annonce avoir signé la loi sur la restitution des biens de l'Église. La loi prévoit de rendre à l'Église orthodoxe de nombreux monastères et églises souvent transformés en musées. Ce transfert concerne 6 584 sites religieux.
En septembre 2022, à la suite de la mobilisation partielle de civils russes le patriarche orthodoxe Cyrille de Moscou exhorte ses fidèles à rejoindre l'armée pour combattre en Ukraine.

## La tradition orthodoxe
Convertie à la fin du Xe siècle au christianisme byzantin, la Russie a établi ensuite une tradition religieuse qui est devenue, au fil des siècles, un élément déterminant de son « être au monde ». Une acculturation réussie, une liturgie somptueuse et une spiritualité originale ont contribué à faire de cet héritage un « marqueur d'identité » dont la renaissance est aujourd'hui bien visible, après les sept décennies de persécutions endurées sous le régime soviétique. Les Russes se perçoivent comme appartenant à une « civilisation d'héritiers ». De Bulgarie, ils ont reçu au cours du Xe siècle l'alphabet cyrillique inventé par les Bulgares, saints Naum et Clément d'Ohrid et c'est ainsi qu'ils sont entrés dans la « civilisation du livre ». Les traductions - non seulement celles des œuvres liturgiques mais aussi celles des chroniques et des ouvrages scientifiques - se multiplient ensuite. C'est donc à partir de l'héritage byzantin que les Russes inventent leurs propres concepts politiques, culturels et religieux.
De même que Constantinople ne peut être considérée comme une capitale en rupture avec Rome, Kiev continue vers le nord la tradition byzantine, ce qu'exprime son métropolite Hilarion en 1049-1050, probablement à l'occasion de la dédicace de la Cathédrale Sainte-Sophie de Kiev (en russe : Собор Святой Софии, Sobor Sviatoï Sofii ou Софийский собор, Sofiïsky sobor), quand il proclame que celle-ci « n'aura pas d'équivalent ni au nord, ni à l'est, ni à l'ouest. » dans la mesure où elle prolonge Constantinople dans ces trois directions. Une idée reprise lors du transfert du siège métropolitain de Kiev à Vladimir en 1299 puis à Moscou en 1328 qui pourra dès lors s'affirmer comme la « troisième Rome »après que la première sera tombée sous les coups des Vandales au Ve siècle (autre version : tombée pour hérésie en 1054), la deuxième sous ceux des Turcs ottomans un millénaire plus tard.

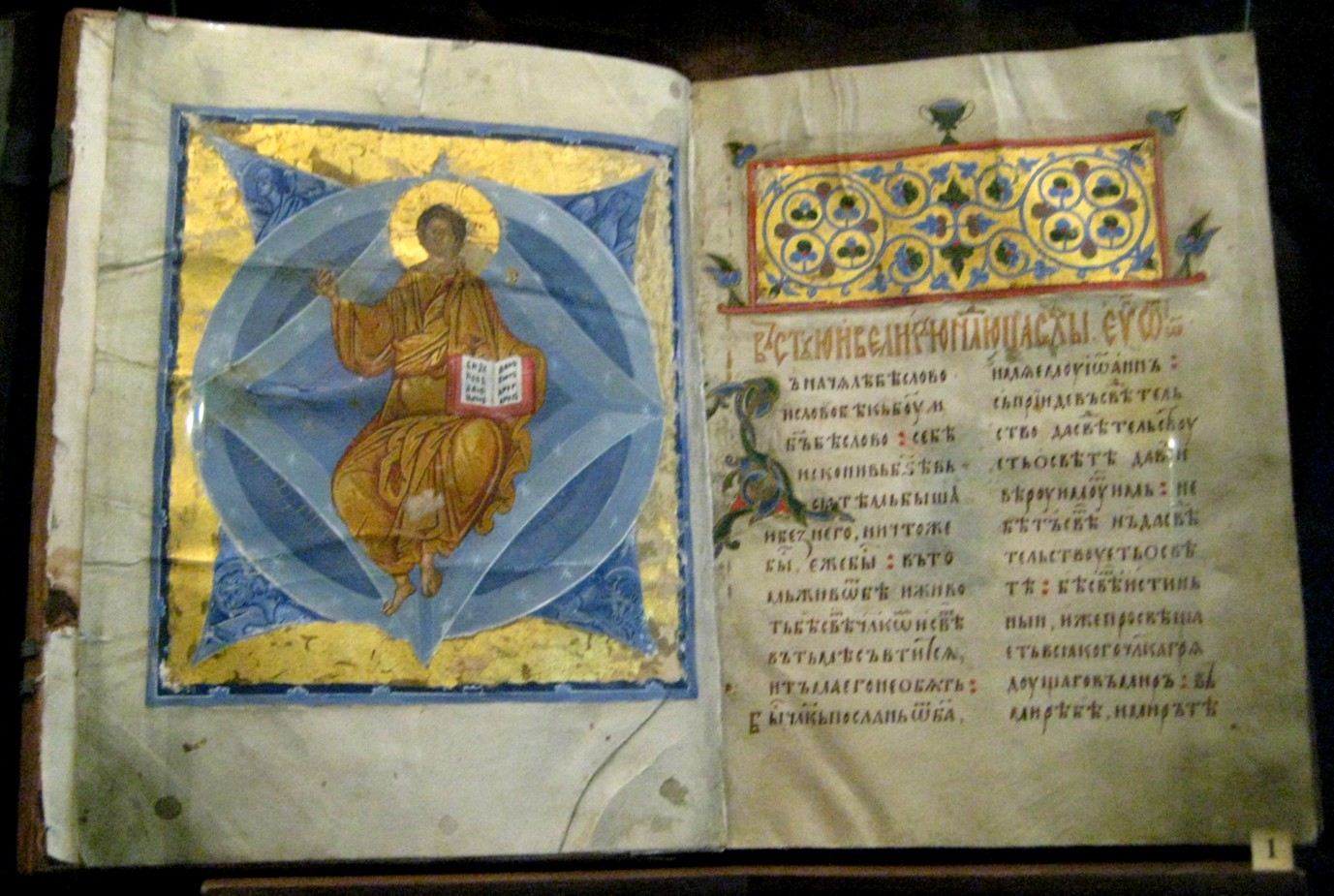
Christ en gloire, Évangile du monastère d'Andronikov à Moscou, env. XVIe siècle.

Moscou s'inscrit alors dans une perspective eschatologique pour assumer la Révélation. Ce concept est aujourd'hui bien vivant dans la Rome russe qui a retrouvé sa place et sa mission de conduire le peuple de Dieu jusqu'à la Parousie. Les événements de l'Histoire, comme les soixante-dix ans de la période soviétique, sont lus dans le plan humain, ce ne sont que des avatars, comme l'ont été les multiples crises qui ont agité l'Empire byzantin. Le plan de Dieu est ailleurs ; il est dans l'éternité et dans le temps qui verra la Croix « Victorieuse et Vivifiante ». L'orthodoxie devint donc, dès l'origine, l'élément d'identification de la jeune Russie. Dans ce pays dépourvu de limites naturelles, sur cette vaste plaine matrice de la terre russe, de la russkaya zemlia, seule l'orthodoxie a permis de conserver l'unité de cette « terre russe » sacralisée par les représentations collectives qui se sont imposées au fil des générations. Qu'elle soit partagée entre des pouvoirs différents et hostiles, qu'elle soit occupée par des envahisseurs venus des steppes ou de l'Occident, la « terre russe » demeure une car elle est orthodoxe ; elle est pravoslavnaya.

### L'art et la liturgie
Cette unité de la « terre russe orthodoxe » s'exprime aussi dans un art et dans une liturgie. Dès l'origine, la chrétienté russe a adopté la théologie de la lumière alors condamnée à Constantinople. Tout au long des XIe et XIIe siècles, le morcellement féodal et la naissance des principautés favorisèrent la création d'évêchés dans chacune de ces entités politiques. Le plan byzantin de la croix inscrite dans un cercle et surmontée de la coupole fut partout adopté, mais l'originalité russe fut de monter des coupoles sur de hauts tambours percés de fenêtres pour permettre à la lumière d'investir le sanctuaire et de participer à la transfiguration du croyant par la lumière divine.
La liturgie de saint Jean Chrysostome, la plus répandue, était accompagnée des célèbres chants mélismatiques inventés à Kiev au XIe siècle. Une autre innovation de l'orthodoxie russe est l'Iconostase. La multiplication des églises en bois - dépourvues initialement d'espaces susceptibles de recevoir les icônes dont le culte avait été rétabli en 843 - s'accompagna de l'apparition d'un vaste mur de bois sur lequel on installa peu à peu, à partir du XIVe siècle, sept rangées d'icônes. L'iconostase séparait ainsi l'espace divin, réservé aux clercs, de l'espace laïc ouvert aux fidèles. La liturgie se résume alors à un dialogue spirituel entre les fidèles, à la tête desquels se trouve le diacre, et le prêtre célébrant. Elle assure dès lors la liaison nécessaire entre la spiritualité individuelle de chacun et celle de la communauté des croyants dont la prière est portée à Dieu par sa Mère, qui « fait le pont entre le Ciel et la Terre ».

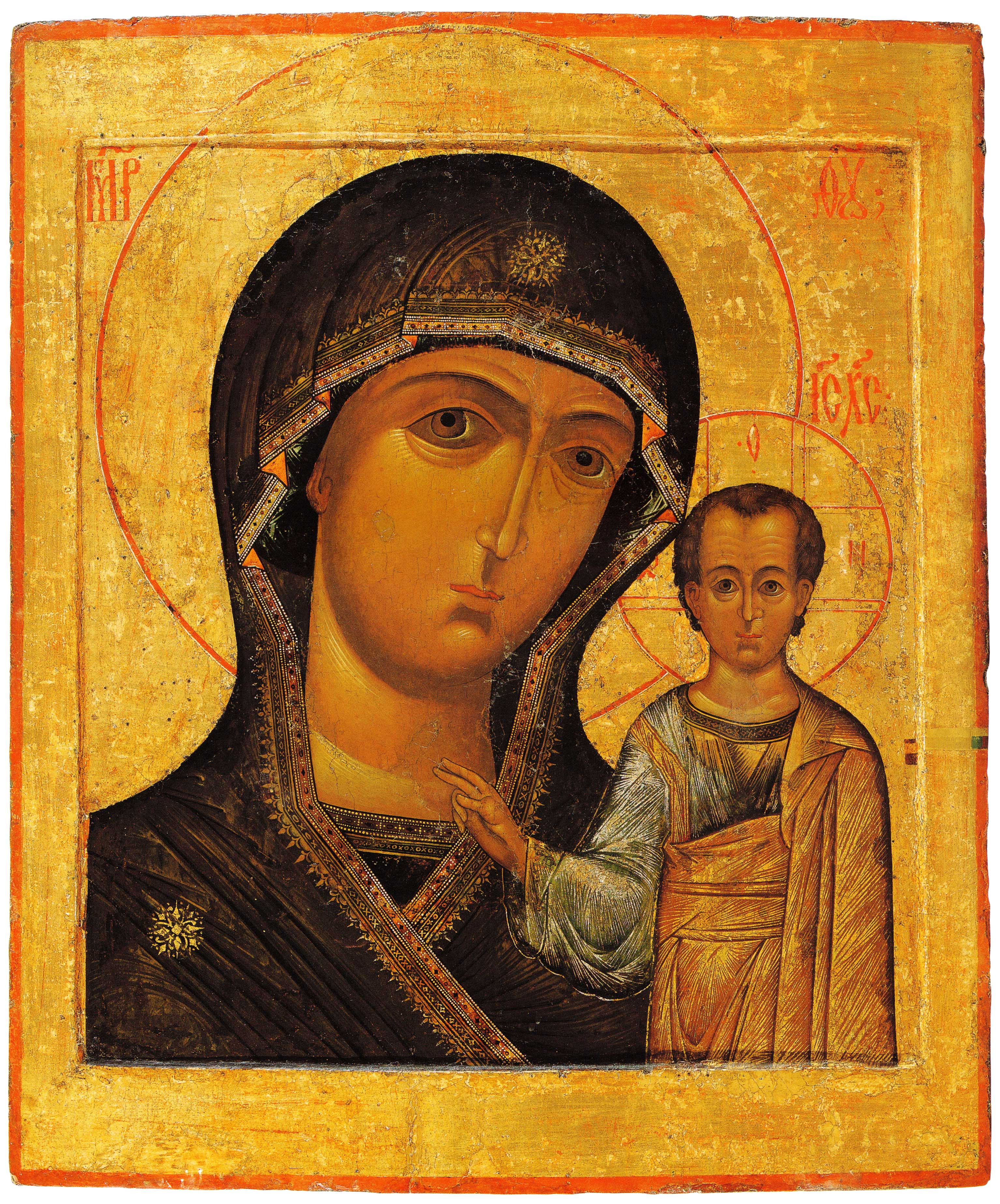
Icône de Notre-Dame de Kazan, 1649 an.

L'icône n'est alors qu'un élément du tout ; elle prend naturellement sa place dans cette liturgie qui permet à l'individu de s'assumer comme membre du corps mystique qu'est l'Église. La liturgie orientale rappelle ainsi constamment à tous les fidèles que l'économie du salut est collective et contribue à créer, en ce sens, un profond sentiment d'unité. Cette liturgie qui n'a connu qu'un seul Schisme - le Raskol du XVIIe siècle - et qui a maintenu la langue ancienne, le slavon, qui fait de toute célébration une fête, est un exceptionnel élément d'unité dans une société et une civilisation dont elle est le commun dénominateur.
La première idée qui domine à la liturgie orthodoxe est qu'il faut tourner toute sa sensibilité artistique vers Dieu, donc la liturgie doit être avant tout la plus belle possible.
Ne chante que la chorale qui sait chanter. Les instruments ne sont pas permis, car il faut que tout soit naturel, c'est-à-dire de voix humaine. Le lieu de l'église représente déjà le ciel sur la terre. C'est là que se produit la rencontre de l'humain et de Dieu.
C'est donc l'endroit où l'homme s'élève le plus. On reste debout pendant la liturgie en signe de foi en la résurrection. Le corps entier doit participer à la prière, aussi fait-on de nombreuses inclinations. On considère que l'image est la présence même du saint, donc quand on embrasse une icône, on n'embrasse pas le bout de bois, mais directement le saint représenté. L'orthodoxie fait une grande place à la vénération des saints. Les saints le plus vénérés sont saint Serge de Radonège qui a marqué le début du mouvement monastique au XIVe siècle en se retirant dans la forêt et saint Séraphin de Sarov.

### Spiritualité russe
La spiritualité russe connaît peu de divergences par rapport à la spiritualité byzantine dont elle est issue. Il est de fait reconnu que la spiritualité, au sein d'une même Eglise, ne saurait faire l'objet de divisions en fonction de la nationalité. Quelques éléments, cependant, ont connu des développements importants au sein de l'église en Russie, qu'ils n'ont subi nulle part ailleurs.

#### Le Souffre-Passion
Si la tradition chrétienne reconnaît des martyrs, la tradition russe y ajoute une catégorie attenante mais légèrement distincte : les deux premiers saints de la religion orthodoxe sont les fils de Vladimir, Boris et Gleb, assassinés lors de la guerre civile qui ravagea la Rus' de Kiev de 1015 à 1018, à l'issue de laquelle s'imposa leur frère Iaroslav le Sage. Par leur mort, ces deux princes sont les fondateurs d'une forme de spiritualité typiquement russe, le « souffre-passion ». Vladimir les ayant en effet chargés de mettre à la raison leur frère Iaroslav, révolté à Novgorod, ils apprennent que celui-ci a enrôlé des mercenaires varègues pour les assassiner. Plutôt que de fuir et de se protéger comme leurs compagnons le leur recommandaient, ils assument leur destin et subissent leur martyre. Ils seront canonisés dès 1073, pour avoir accepté la mort avec la même résignation que le Christ, même si, à l'inverse des martyrs, ils n'ont pas péri pour avoir confessé la foi. Ces saints sont à l'origine de la spiritualité des « souffre-passion » à laquelle l'on rattache aujourd'hui le tzar Nicolas II et sa famille. Dans certains excès condamnés par les hiérarques actuels, on interprète la mort de la famille impériale comme un sacrifice pour le salut collectif de l'« âme russe », notion culturelle et spirituelle qui vise à donner a posteriori un sens métaphysique à toutes les violences et les dérives des pouvoirs séculiers successifs.

#### Le startchestvo
Beaucoup plus connu en Occident grâce à Dostoïevski, le startchestvo ou « guidance spirituelle » - en constitue un autre élément majeur de la culture religieuse russe. Fortement imprégnés par la théologie de l'Hésychasme, qui se développe dès les débuts du monachisme, les moines orthodoxes ont toujours cherché à atteindre la paix intérieure qu'ils espèrent trouver à travers la lumière divine du Thabor. Pour atteindre cette transfiguration intérieure, l'homme doit être accompagné par un starets (en grec geronda), un guide spirituel dont l'expérience mystique, et non l'âge, lui confère la capacité d'assumer la direction spirituelle de ceux et de celles qui sont en quête de Dieu. Ce mouvement connut en Russie une grande ampleur aux XVIIIe et XIXe siècles. Il joua un rôle essentiel au sein d'une Église gouvernée par des laïcs tels que Pobiedonostsev, le Procureur du très Saint-Synode. La vie religieuse s'éloigna alors d'un clergé séculier en pleine crise que n'épargnaient pas les auteurs satiriques pour retourner vers une spiritualité plus personnelle qui s'inscrivait dans une démarche impliquant la durée et l'appui d'une authentique direction spirituelle.

#### «Fol en Christ»: le Iourodivy
Une troisième démarche a profondément marqué la spiritualité russe, celle du « fol en Christ ». Déjà présents dans le synaxaire byzantin, les fols-en-Christ sont des personnages qui simulent la folie pour éviter l'orgueil, et sont souvent des révélateurs des hypocrisies de la société qui les entoure. En Russie, ils sont souvent en rupture sociale, pour interpeller vigoureusement les puissants du moment et leur rappeler qu'un jour ils devront aussi rendre des comptes. Le plus célèbre d'entre eux est sans doute Basile le Bienheureux, dont le souvenir demeure conservé dans l'église de la place Rouge qui garde son nom alors qu'elle était initialement consacrée à Notre-Dame de Kazan. On raconte qu'Ivan IV, qu'il avait copieusement condamné pour ses politiques opposées aux commandements chrétiens, lui-même vint porter son corps lors de son inhumation. Une autre sainte représentative de ce même courant fut sainte Xénia de Saint-Pétersbourg, dont l'action en faveur des pauvres marqua la fin du XIXe siècle.

## Liste des diocèses de l'Église orthodoxe de l'Empire russe
L'Église orthodoxe de l'Empire de Russie comptait les archidiocèses, diocèses et exarchat suivant :
| Diocèse                                         | Création   | Dernier prélat de l'époque impériale | Années de service |
| ----------------------------------------------- | ---------- | ------------------------------------ | ----------------- |
| Archidiocèse métropolitain de Kiev              | 988        | Wladimir (1848-1918)                 | 1915-1918         |
| Archidiocèse métropolitain de Moscou            | 1325       | Macaire II (1835-1926)               | 1912-1917         |
| Archidiocèse métropolitain de Saint-Pétersbourg | 1742       | Pitirim (1863-1919)                  | 1915-1917         |
| Archidiocèse métropolitain de Vladimir          | 1214       | "le même qu'à Kiev"                  |                   |
| Archidiocèse d'Arkhangelsk                      | 1628       | Nathanaël (1864-1933)                | 1912-1921         |
| Archidiocèse de Kharkov                         | 1799       | Antoine (1863-1936)                  | 1914-1918         |
| Archidiocèse de Iaroslavl                       | 991        | Agafangel (1854-1928)                | 1913-1928         |
| Archidiocèse d'Irkoutsk                         | 1707       | Jean (1857-1918)                     | 1916-1918         |
| Archidiocèse de Kazan                           | 1555       | Jacob (1844-1922)                    | 1910-1920         |
| Archidiocèse de Kichinev                        | 1813       | Anastase (1873-1965)                 | 1915-1919         |
| Archidiocèse de Novgorod                        | 992        | Arsène (1862-1936)                   | 1910-1933         |
| Archidiocèse de Novotcherkassk                  | 1842       | Mitrofan (1845-1930)                 | 1915-1925         |
| Archidiocèse d'Omsk                             | 1895       | Sylvestre (1860-1920)                | 1915-1920         |
| Archidiocèse d'Orenbourg                        | 1799       | Méthode (1856-1931)                  | 1914-1920         |
| Archidiocèse de Perm                            | 1799       | Andronic (1870-1918)                 | 1914-1918         |
| Archidiocèse de Poltava                         | 1799       | Théophane (1872-1940)                | 1913-1919         |
| Archidiocèse de Riga                            | 1850       | Ivan (1844-1919)                     | 1910-1917         |
| Archidiocèse de Smolensk                        | 1137       | Théodose (1864-1943)                 | 1908-1919         |
| Archidiocèse de Tambov                          | 1682       | Cyril (1863-1937)                    | 1909-1918         |
| Archidiocèse de Tchernigov                      | XIe siècle | Basile (1867-1918)                   | 1911-1917         |
| Archidiocèse de Toula                           | 1799       | Parthénius (1858-1922)               | 1908-1917         |
| Archidiocèse de Tver                            | 1271       | Séraphim (1856-1937)                 | 1912-1917         |
| Archidiocèse de Varsovie                        | 1840       | vacant                               |                   |
| Archidiocèse de Vilna                           | 1839       | Tikhon (1865-1925)                   | 1913-1917         |
| Archidiocèse de Vladimir                        | 1214       | Alexis (1859-1919)                   | 1914-1917         |
| Archidiocèse de Vladivostok                     | 1898       | Eusèbe (1860-1922)                   | 1899-1920         |
| Archidiocèse de Voronej                         | 1681       | Tikhon (1855-1920)                   | 1913-1920         |
| Archidiocèse de Vyborg                          | 1892       | Serge (1867-1944)                    | 1906-1917         |
| Exarchat de Tiflis                              | 1811       | Platon (1866-1924)                   | 1915-1917         |
| Diocèse d'Astrakhan                             | 1602       | Mitrofan (1869-1919)                 | 1916-1919         |
| Diocèse de Belgorod                             | 1667       | Nicodème (1871-1919)                 | 1913-1919         |
| Diocèse de Blagovechtchensk                     | 1858       | Eugène (1877-1937)                   | 1914-1930         |
| Diocèse de Grodno                               | 1900       | Michel (1862-1929)                   | 1905-1927         |
| Diocèse de Iekatérinebourg                      | 1885       | Séraphim (1856-1921)                 | 1914-1917         |
| Diocèse de Iekatérinoslav                       | 1775       | Agapet (1867-1926)                   | 1911-1919         |
| Diocèse d'Imérétinsk                            | 1821       | Georges (1850-1925)                  | 1908-1917         |
| Diocèse de Kalouga                              | 1799       | Théophane (1864-1937)                | 1916-1927         |
| Diocèse de Kamenets-Podolski                    | 1795       | Mitrofan (1861-1918)                 | 1914-1917         |
| Diocèse de Kherson                              | 1837       | Nazaire (1850-1928)                  | 1913-1917         |
| Diocèse de Kholm                                |            | Séraphim (1880-1937)                 | 1916-1917         |
| Diocèse de Kostroma                             | 1744       | Eugène (1864-1921)                   | 1914-1918         |
| Diocèse de Koursk                               | 1667       | Tikhon (1867-1926)                   | 1914-1917         |
| Diocèse de Krasnoïarsk                          | 1861       | Nikon (1868-1919)                    | 1913-1917         |
| Diocèse de Loutsk                               | 992        | Euloge (1868-1946)                   | 1914-1920         |
| Diocèse de Minsk                                | 1793       | Georges (1872-1923)                  | 1916-1919         |
| Diocèse de Mogilev                              | 1632       | Constantin (1858-1930)               | 1911-1922         |
| Diocèse de Mourom                               | 1198       | Mitrofan (1844-1919)                 | 1912-1919         |
| Diocèse de Nijni-Novgorod                       | 1672       | Joachim (1853-1936)                  | 1910-1918         |
| Diocèse d'Odessa                                | 1837       | "le même qu'à Kherson"               |                   |
| Diocèse d'Orel                                  | 1788       | Macaire (1858-1918)                  | janvier-mai 1917  |
| Diocèse d'Oufa                                  | 1859       | André (1872-1937)                    | 1913-1921         |
| Diocèse de Penza                                | 1799       | Wladimir (1869-1936)                 | 1915-1917         |
| Diocèse de Pétropavlovsk                        | 1840       | Nestor (1885-1962)                   | 1916-1945         |
| Diocèse de Pétrozavodsk                         | 1828       | Ioannik (1858-1923)                  | 1916-1919         |
| Diocèse de Polotsk                              | 992        | Kirion (1855-1918)                   | 1915-1917         |
| Diocèse de Pskov                                | 1589       | Eusèbe (1866-1929)                   | 1912-1919         |
| Diocèse de Riazan                               | 1291       | Dimitri (1865-1923)                  | 1911-1917         |
| Diocèse de Samara                               | 1850       | Michel (1867-1925)                   | 1914-1918         |
| Diocèse de Saratov                              | 1799       | Palladium (1865-1922)                | 1914-1917         |
| Diocèse de Simbirsk                             | 1832       | Benjamin (1856-1930)                 | 1910-1918         |
| Diocèse de Simféropol                           | 1859       | Dimitri (1867-1942)                  | 1912-1921         |
| Diocèse de Soukhoumi                            |            | Serge (1864-1935)                    | 1913-1919         |
| Diocèse de Stavropol                            | 1842       | "le même qu'à Samara"                |                   |
| Diocèse de Tachkent                             | 1871       | Innocent (1868-1937)                 | 1912-1923         |
| Diocèse de Tchéboksary                          | 1854       | Boris (1876-1938)                    | 1915-1918         |
| Diocèse de Tobolsk                              | 1620       | Hermogène (1858-1918)                | 1917-1918         |
| Diocèse de Tomsk                                | 1834       | Anatole (1863-1925)                  | 1914-1920         |
| Diocèse de Transbaïkalie                        | 1894       | Méletius (1868-1946)                 | 1916-1927         |
| Diocèse de Viatka                               | 1657       | Nicandre (1872-1933)                 | 1914-1921         |
| Diocèse de Vladikavkaz                          | 1885       | Macaire (1867 - après 1923)          | 1917-1922         |
| Diocèse de Volgoda                              | 1383       | Alexandre (1862-1938)                | 1912-1921         |
| Diocèse de Vitebsk                              | 1563       | "le même qu'à Polotsk"               |                   |
| Diocèse de Vladimir-en-Volhynie                 |            | Thaddée (1872-1937)                  | 1908-1922         |
| Diocèse de Yakoutsk                             | 1870       | Euthyme (1873-1938)                  | 1916-1920         |

- Situation en 2012-2013, voir Liste des diocèses et métropoles de l'Église orthodoxe russe : liste des 236 évêchés actuels.

Il n'y avait que 92 sièges épiscopaux en 1993. En 2007, le Patriarcat en comptait 142 répartis dans plusieurs pays et 27 942 paroisses (dont plus de 13 000 en Russie). Il y avait à cette date 732 monastères comprenant 350 monastères masculins et 382 couvents féminins.
Pour la formation, l'Église disposait en 2007 de cinq académies théologiques, dont l'Académie théologique de Moscou, de 32 séminaires, de 43 pré-séminaires, d'un institut théologique et de deux universités orthodoxes.

## Relations avec les autres Églises
Le Patriarcat de Moscou est membre du Conseil œcuménique des Églises depuis 1961.

### Relations avec l'Église orthodoxe russe hors frontières
L'Église orthodoxe russe hors frontières est née au début des années 1920, après la révolution bolchevique, et s'est considérée comme la partie « libre » de l'Église orthodoxe russe, très critique vis-à-vis du pouvoir soviétique et du patriarcat de Moscou « inféodé ». La fin de l'Union soviétique a créé une nouvelle situation. L'Église orthodoxe russe se dit prête à un dialogue en vue d'une réconciliation. L'Église orthodoxe russe hors frontières est traversée par différents courants quant à l'attitude à tenir face au patriarcat de Moscou :
- l'opposition, la défiance, jusqu'à l'organisation d'une hiérarchie parallèle sur le territoire russe,
- le dialogue, aujourd'hui privilégiée, avec rapprochement à l'origine d'un schisme à l'intérieur de l'Église orthodoxe russe en exil,
- la réunification. Ainsi, le 17 mai 2007, à Moscou, le métropolite Laure de New York et le patriarche de Moscou et de toute la Russie, Alexis II, mettent officiellement fin à ce schisme par la signature d'un acte de communion canonique, en présence du président russe Vladimir Poutine. Toutefois une minorité, arguant que l'actuel pouvoir en place en Russie n'est que nominalement différent de celui de l'URSS, refuse cet acte, formant sa propre juridiction (l'Église orthodoxe russe hors frontières - Autorité suprême provisoire de l'Église).

### Relations avec les Églises vieilles-croyantes
En 1999, l'Église orthodoxe russe a créé une Commission pour les paroisses des Vieux-croyants et l'interaction avec les Vieux-croyants (Комиссия по делам старообрядных приходов и по взаимодействию со старообрядчеством). En 2009, elle a créé le Centre patriarcal de l'ancienne tradition liturgique russe (Патриарший центр древнерусской богослужебной традиции).

### Relations avec les autres Églises orthodoxes

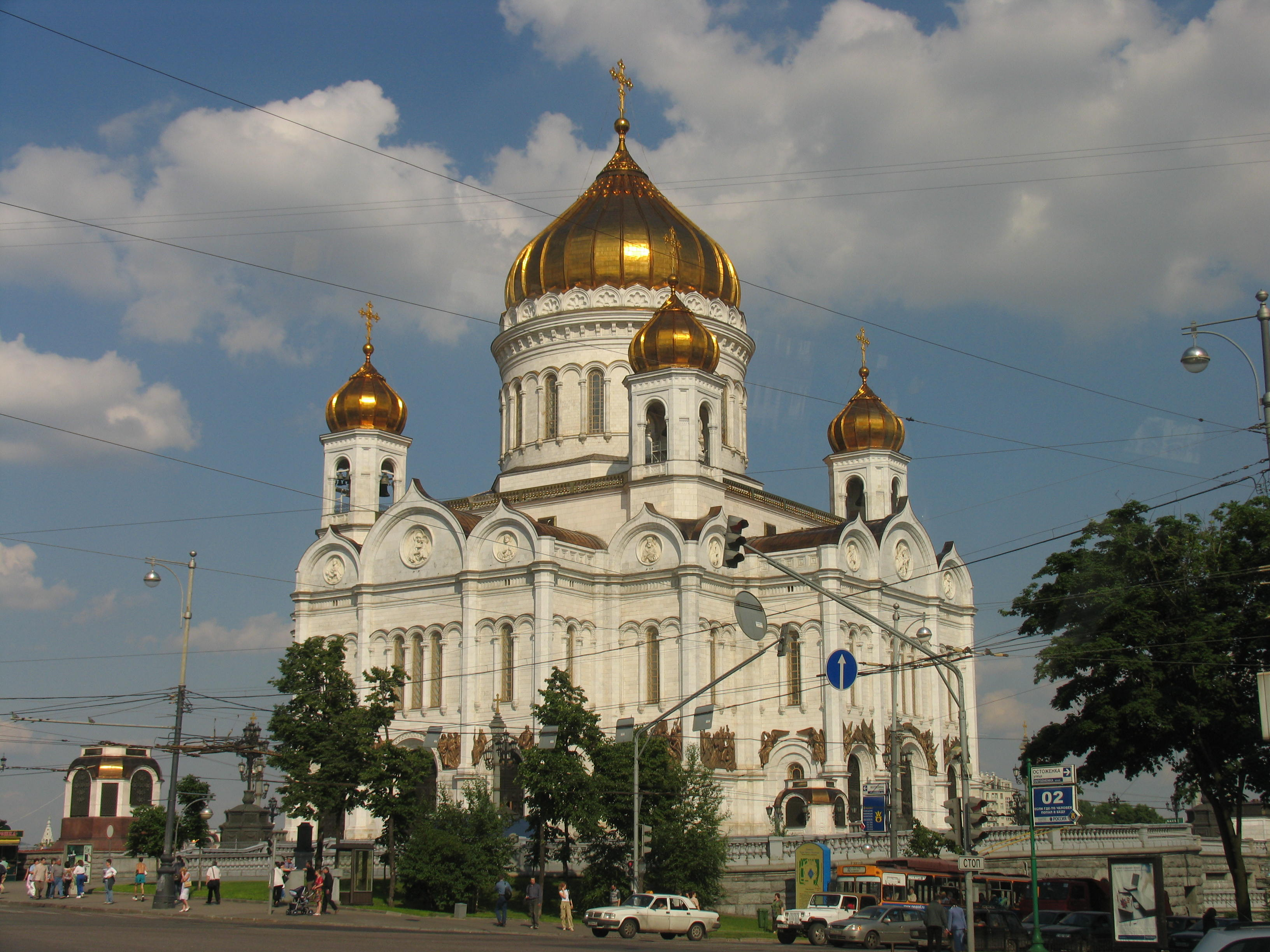
Cathédrale du Christ-Sauveur à Moscou.

L'Église orthodoxe russe est en communion avec les autres Églises orthodoxes qui forment ensemble la « Communion orthodoxe ».
- voir : Liste des Églises orthodoxes.

Cela n'empêche pas quelques désaccords avec quelques-unes d'entre elles :
- avec le Patriarcat de Roumanie :
  - la situation juridictionnelle en Moldavie , où Moscou (qui accorde l'autonomie à sa « Métropole de Chişinău et de toute la Moldavie ») ne reconnaît pas la « Métropole orthodoxe de Bessarabie » rétablie par le Patriarcat de Bucarest après l'indépendance du pays, nonobstant la décision de coexistence rendue en 2002 par la Cour Européenne des Droits de l'Homme.
- avec le Patriarcat œcuménique de Constantinople :
  - l'autocéphalie de l'Église orthodoxe en Amérique, accordée par Moscou, non reconnue par Constantinople ;
  - l'autonomie de l'Église orthodoxe du Japon, accordée par Moscou, non reconnue par Constantinople ;
  - l'autonomie de l'Église orthodoxe de Chine, accordée par Moscou, non reconnue par Constantinople ;
  - la situation juridictionnelle en Estonie, Moscou accordant depuis 1920 une autonomie à l'« Église orthodoxe d'Estonie (Patriarcat de Moscou) », Constantinople rétablissant en 1996 l'autonomie de l' « Église orthodoxe d'Estonie (Patriarcat œcuménique) » instaurée en 1923;
  - l'autocéphalie de l'Église orthodoxe en Ukraine accordée par Constantinople (octobre 2018), non reconnue par Moscou.

#### Échanges et rencontres
Le 26 mars 2013, le patriarche Cyrille s'est rendu à la réception donnée en l'honneur de la fête du Triomphe de l'Orthodoxie, célébrée le 1er dimanche de Carême, et organisée par l’ambassadeur de Grèce en Russie, Mr. Spinellis.
Le 23 avril 2013, le patriarche Cyrille de Moscou a exprimé dans un message au patriarche d’Antioche et de tout l’Orient de l’Église syriaque orthodoxe Mar Zakka Iwas sa profonde affliction à la suite de la nouvelle de l’enlèvement à Alep du métropolite Paul d’Alep (Patriarcat d’Antioche) et du Mar Jean Ibrahim, chef du diocèse de l'Église syriaque orthodoxe d’Alep.
Le 16 mai 2013, à Istanbul, le métropolite Hilarion de Volokolamsk participe à un séminaire sur le 1700e anniversaire de l’édit de Milan. Président du Département des relations ecclésiastiques extérieures du Patriarcat de Moscou, qui séjournait en Turquie, a vénéré les sanctuaires de Constantinople, visité le monastère de la Chora et célébré un acathiste en langue grecque dans l’église de la Mère de Dieu des Blachernes.
Le 18 juin 2013, le métropolite Hilarion de Volokolamsk a reçu au Département des relations ecclésiastiques extérieures du Patriarcat de Moscou le président de la Conférence des Églises européennes, le métropolite Emmanuel de France (Patriarcat de Constantinople) et le secrétaire général de cet organisme, le pasteur et docteur Guy Liagre.

### Relations avec l'Église catholique
Après le décès du patriarche Alexis II, survenu le 5 décembre 2008, son successeur Cyrille a été élu puis intronisé patriarche de l'Église orthodoxe russe le 1er février 2009. Par son élection et son œcuménisme, un grand pas s'est effectué vers l'Église catholique.

#### Différences entre l'Église catholique et l'Église orthodoxe
- Pour les catholiques, le Saint-Esprit procède du Père et du Fils à la fois, tandis que pour les orthodoxes, il procède du Père et non du Père et du Fils à la fois. Pour les orthodoxes, l'ajout du mot « filioque » au credo par les catholiques sous l'influence de Charlemagne, est l'une des raisons majeures du schisme des catholiques par rapport aux orthodoxes qui n'ont pas modifié le credo d'origine.
- Pour les catholiques, l'Église est « une » par le pape, tandis que pour les orthodoxes, elle est « une » par le Christ. La pentarchie est devenue polyarchie, le pape n'étant que l'un des patriarches, « premier parmi ses pairs » seulement de manière honorifique, mais non canonique et encore moins séculièrement politique.
- Pour les catholiques, le pouvoir du pape est transmis sans rupture depuis Pierre et est infaillible quand le pape proclame de façon définitive un point de doctrine touchant la foi, tandis que pour les orthodoxes l'apôtre Pierre est prédécesseur de chaque patriarche et pas seulement de celui de Rome : chaque Église est autocéphale, et se gouverne par elle-même. Aucun patriarche n'est infaillible et tous peuvent être déposés par un concile local.
- Pour les catholiques, il y a en tout 21 conciles « œcuméniques », tandis que pour les orthodoxes seuls sont valides les sept premiers conciles œcuméniques d'avant le schisme de 1054 : les 14 autres, organisés par Rome, ne concernent qu'elle et ne sont donc pas « œcuméniques ».
- Pour les catholiques, l'aspersion suffit à établir le baptême, tandis que pour les orthodoxes, le baptisé doit être plongé à trois reprises entièrement dans l'eau.
- Chez les orthodoxes la confirmation a lieu juste après le baptême de l'enfant et s'appelle chrismation.
- Chez les catholiques, l'hostie se prépare sans levain, tandis que chez les orthodoxes, elle en nécessite (prosphore).
- Chez les catholiques romains, seuls des célibataires peuvent être ordonnés prêtres, tandis que chez les orthodoxes des hommes mariés peuvent l'être également : seuls les moines et les hiérarques doivent faire le vœu de chasteté et de célibat. Mais une fois ordonné, le prêtre ne peut plus changer d'état de vie : il doit donc, soit être marié avant son ordination, soit faire vœu de chasteté et de célibat.

#### Rencontres entre la papauté et le patriarcat œcuménique
Le patriarche Athénagoras Ier de Constantinople rencontra le pape Paul VI à Jérusalem en 1964. C'était la première rencontre des primats des Églises de Rome et de Constantinople depuis 1439 (concile de Florence). Les deux prélats se rencontrent encore à Istanbul en 1967, puis une nouvelle fois cette même année lors de la visite du patriarche au Vatican. En 1965, les deux hommes s'étaient accordés sur la révocation des décrets d'excommunication mutuelle de 1054 : Le cardinal Humbert et le patriarche Michel Cérulaire s'étaient mutuellement excommuniés à Sainte-Sophie (Constantinople) et il s'en était suivi une rupture durable de communion entre les deux Églises.
Au retour à la Délégation apostolique, le pape reçoit le patriarche Athénagoras Ier. Il s'agit d'une entrevue historique puisque c'est la première fois depuis le (concile de Florence) que les primats des Églises de Rome et de Constantinople se rencontrent. Les deux hommes multiplient les gestes d'amitié : ils se prennent par la main, se montrent très émus. À l'issue de leurs allocutions respectives a lieu un entretien en français entre les deux hommes ; décision est prise de créer une commission où théologiens catholiques et orthodoxes discuteront sur les questions qui les divisent. À la fin de cet entretien, le pape offre un calice en or au patriarche (« symbole de la communion entre les deux Églises voulue par le pape ») et ils récitent ensemble le Pater, l'un en latin, l'autre en grec.
Lors de l'ultime rencontre d'avec le patriarche œcuménique de Constantinople Athénagoras Ier. Paul VI déclara notamment : « grande est notre émotion, profonde est notre joie, en cette heure vraiment historique où, après des siècles de silence et d'attente, l'Église catholique et le Patriarcat de Constantinople se retrouvent à nouveau… » Après une déclaration commune, ils s'échangèrent des cadeaux (Athénagoras remit à Paul VI une icône représentant deux apôtres, Pierre le « coryphée » et André, le premier à suivre Jésus-Christ).
En 1999, Jean-Paul II visite la Roumanie avec les personnalités locales de l’Église orthodoxe. Il est d’ailleurs le premier pape à visiter un pays à majorité orthodoxe depuis le schisme de 1054. Au cours de ce voyage il demande pardon au nom des catholiques pour le sac de Constantinople en 1204. Lors du jubilé de l'an 2000, il ouvre la Porte Sainte avec le métropolite orthodoxe Athanasios et le primat anglican George Carey, marquant la volonté d'unité des différents chrétiens. Cependant il ne put jamais se rendre en Russie, le patriarche de Moscou refusant de le rencontrer. Lors d'un voyage en Grèce, le 27 novembre 2004, le pape Jean-Paul II, remettait les reliques de deux évêques de Constantinople et pères de la liturgie byzantine, saint Jean Chrysostome et saint Grégoire de Nazianze, conservées jusque-là au Vatican, à Bartholomée Ier de Constantinople dans une logique de réconciliation. Les tentatives de réconciliation avec les orthodoxes ont aussi été entravées par des conflits de juridictions et de frontières, les Églises uniates réclamant les églises confisqués par les Soviétiques au profit des orthodoxes. Le pape fut critiqué du fait du prosélytisme des catholiques en Russie, conduisant au refus de l'épiscopat russe de le recevoir. Enfin, la reconnaissance par le Vatican de l'indépendance de la Croatie fut très mal vécue par les orthodoxes serbes qui considéraient ce pays comme lié à la Serbie.
Le 1er mars 2006, Benoît XVI a pris la décision de renoncer au titre de « patriarche de l'Occident ». Ce renoncement a deux objectifs, le premier est de ne retenir que le titre universel du pape et non plus que celui de patriarche de l'Occident, la deuxième raison vise à se rapprocher des chrétiens orthodoxes, car le titre de patriarche de l'Occident a été créé en grande partie par opposition au patriarche d'Orient, et donc orthodoxe.
Le 28 juin 2008, le patriarche œcuménique de Constantinople, Bartholomée Ier, assiste à Rome, aux côtés de Benoît XVI, à l'ouverture de l'année paulinienne commémorant le deuxième millénaire de la naissance de Paul de Tarse.

#### Échanges et rencontres avec le patriarcat de Moscou
Le 16 mars 2006, des échanges de lettres entre Benoît XVI et le patriarche de Moscou Alexis II sont publiés, cet échange montre un début de rapprochement, Benoît XVI voulant « une collaboration plus intense dans un esprit de vérité et de charité » ; le patriarche quant à lui affirme que l’Occident « est confronté à de graves défis qui exigent des engagements communs ». Les relations entre Jean-Paul II et Alexis II étaient beaucoup plus tendues.
En octobre 2007, lors du premier séjour à Paris d’un patriarche de l'Église orthodoxe russe, Alexis II, sur invitation de l'archevêque de Paris, s'est rendu à la cathédrale Notre-Dame de Paris pour y prier, au cours d’une célébration solennelle, devant les reliques de la Passion du Christ.
Le 16 août 2012, le patriarche Cyrille, lors d’une visite historique de trois jours en Pologne, a signé avec l’épiscopat catholique polonais un appel à la réconciliation.
Le 20 mars 2013, le pape François a reçu les représentants des Églises chrétiennes et des religions mondiales, venus de différents pays assister à son intronisation. Le métropolite Hilarion de Volokolamsk, président du Département des relations ecclésiastiques extérieures du Patriarcat de Moscou, le métropolite Antoine de Borispol, le métropolite Platon de Feodossia et de Kertch, l’évêque Serge de Solnetchnogorsk et le hiéromoine Antoine [Sevriouk] y participaient au nom de l’Église orthodoxe russe.
Le 26 avril 2013, rencontre du métropolite Hilarion avec le cardinal archevêque de Berlin Rainer Woelki. Au cours de l’échange qui s’est déroulé à l’archevêché, le président du DREE a exposé au cardinal l’état du dialogue entre l’Église orthodoxe russe et l’Église catholique romaine en Allemagne. Selon lui, sous le pape Benoît XVI, les relations entre l’Église orthodoxe russe et l’Église catholique se sont considérablement améliorées.
Le 5 février 2016, au Vatican, dans une déclaration commune, le Saint-Siège et le patriarcat orthodoxe de Moscou annoncent que le pape François et le patriarche Cyrille de Moscou se rencontreront à Cuba le 12 février 2016. Cette première depuis le schisme de 1054, entre chrétien d'orient et d'occident, aura lieu lors du voyage apostolique au Mexique du pape François, entre les responsables de l'Église catholique et de l'Église orthodoxe russe. Cette rencontre sera marquée par « un entretien personnel à l'aéroport international José-Martí de La Havane » suivi de « la signature d'une déclaration commune ».
Le 14 septembre 2022, le pape François rencontre à Nour-Soultan (Kazakhstan) le ministre des Affaires étrangères du patriarche Cyrille, le métropolite Antoine de Volokolamsk (ru), pour que s’amorce un réchauffement de ses relations avec le patriarcat de Moscou.